# 이규동 (독립운동가)
이규동(李圭東, 1889년 3월 26일 ~ 1950년 7월 25일)은 일제 강점기 만주 지역에서 활동한 대한제국의 독립운동가이다. 이명(異名)으로는 관일(貫一·寬一), 규사(圭四)가 있다.

## 생애
충청남도 보령에서 출생하였고 지난날 한때 경기도 안성과 경기도 안양을 거쳐 경기도 인천과 경기도 고양에서 잠시 유아기를 보낸 적이 있으며 그 후 경기도 의정부에서 잠시 유년기를 보낸 적이 있고 그 후 한성부에서 성장한 그는 1908년 비밀 결사단체인 신민회에 가입하여 구국계몽운동을 펼쳤다. 1918년 대한혁명군의 중대장으로 복무한 바 있으며 이후 신흥학교 계몽대장을 지냈다.에서 복무했으며 신흥학교에서 근무한 바 있다. 신창학교를 설립하는 등 만주 지역에서 한국인들의 민족의식을 고취하며 군사훈련과 지식 전달의 거점을 만들었다. 또한 혁신농우단(革新農友團)을 만들어 만주 내 한국교민들과 독립운동을 위해 힘썼다. 정의부(正義府)에 가담해 이른바 3부통합운동에 참여하기도 하였다. 한국의 광복이 이후 조선인대회에서 부의장에 선출되었다. 귀국 후에는 동북한국교민회 연합회장, 중국귀환동포호조동맹 이사장 등을 역임하였다. 1992년 건국훈장 애국장이 추서되었다.
만주사변 이후 1933년 남자현과 함께 무토 노부요시[武藤信義]를 주살하기 위한 폭탄 운반에 협조하였으나 남자현이 붙잡혀 실행되지 못했다. 1938년 11월에는 이종대가 자작농창설제로서 경영중인 영신농장으로 이전하여 영신농업학교를 설립하고 교장에 취임하였다.